# Banks Lake South
Banks Lake South is een plaats (census-designated place) in de Amerikaanse staat Washington, en valt bestuurlijk gezien onder Grant County.

## Demografie
Bij de volkstelling in 2000 werd het aantal inwoners vastgesteld op 160.

## Geografie
Volgens het United States Census Bureau beslaat de plaats een oppervlakte van
7,5 km², waarvan 6,3 km² land en 1,2 km² water.

## Plaatsen in de nabije omgeving
De onderstaande figuur toont nabijgelegen plaatsen in een straal van 32 km rond Banks Lake South.